# Rinascimento (Laïoung)
Rinascimento è il terzo album in studio del rapper italiano Laïoung, pubblicato il 26 aprile 2019 da Universal Music Group.

## Descrizione
Uscito per il solo download digitale, l'album si compone di undici brani interamente composti dal rapper.

## Tracce
Testi e musiche di Laïoung, eccetto dove indicato.
1. Territorio – 3:54
2. 6 KM Per Marte – 4:00
3. Dentro Un Sogno (feat. Diawel) – 3:34
4. Ma Com'E' Bro? – 3:02
5. Proteggimi – 3:32
6. Amigo Amigo – 3:14
7. Papà – 4:25
8. Terra – 3:24
9. Carico Scarico – 3:24
10. 5 € Per Morire – 3:28
11. Proteggimi (Extended Version) – 4:03